# Bombomet
Bombometi so vrsta strelnega orožja, katerega glavni namen je neposredna podpora pehote in predstavlja nekakšen hibrid jurišne puške in artilerije.
Večina sodobnih bombometov je kalibra 40 mm.

## Delitev

### po velikosti
- samostojni bombometi - predstavljajo samostojno orožje
- podvesni ali podcevni bombometi - bombomet se pritrdi pod cev jurišne puške in tako imamo hibrid dveh orožij
- avtomatski bombometi - so veliki bombometi, ki so po navadi nameščeni na vojaških vozilih.

### po delovanju
- enostrelni bombometi - vsako bombo je potreba ročno vstaviti in napeti udarni mehanizem (so lahko samostojni ali podvesni)
- repetirni bombometi - imajo shrambo za več bomb; po navadi delujejo na principu revolverja (6 nabojev)
- polavtomatski bombometi - so najnovejša skupina bombometov in se pojavljajo združeni skupaj z jurišnimi puškami (hibridi)
- avtomatski bombometi - glej zgornji odstavek